# Военно-промышленная компания
ООО «Военно-промышленная компания» — российская промышленная компания. Основана в 2006 году. Штаб-квартира находится в Москве. ВПК производит и реализует колёсные и гусеничные вездеходы различного назначения. Из-за российского нападения на Украину компания находится под санкциями США, стран Евросоюза и ряда других государств.

## История
Компания основана 31 июля 2006 года холдингом «Русские машины» в составе следующих предприятий:
- Арзамасский машиностроительный завод (Арзамас),
- Заволжский завод гусеничных тягачей (Заволжье)[1],
- Завод корпусов (Выкса).

В декабре 2011 года холдинг «Русские машины» продал свою долю в «Военно-промышленной компании» Арзамасскому машиностроительному заводу .

## Собственники
Владельцем «Военно-промышленной компании» является Арзамасский машиностроительный завод.

## Руководство
В Москве находится управляющая компания, в задачи которой входят сбыт, снабжение и управление в целом.
Генеральный директор — Сергей Васютин , согласно ЕГРЮЛ.

## Показатели деятельности
Компания насчитывает более 6 000 сотрудников (2017).
ВПК поставляет различные типы многоцелевых колёсных и гусеничных вездеходов для российских государственных и частных учреждения.

## Санкции
8 апреля 2022 года, на фоне вторжения России на Украину, компания был включена в санкционные списки стран Евросоюза так как данная компания «производит плавающие бронетранспортеры БТР-80, которые использовались Россией в военных действиях на Украине в 2022 году. Таким образом, Военно-промышленная компания несёт ответственность за материальную или финансовую поддержку действий, которые подрывают или угрожают территориальной целостности, суверенитету и независимости Украины».
6 мая 2022 года компания попала под санкции Канады за «поддержку неспровоцированного и неоправданного вторжения президента Путина в Украину». 19 мая 2023 года компания включена в экспортный санкционный список США «за поддержку военного и оборонного сектора России». 23 февраля 2024 года предприятие включено в блокирующий санкционный список США против компаний оборонного сектора как разрабатывающее БТР и БМП для российских вооруженных сил
По аналогичным причинам компания также включена в санкционные списки Великобритании, Швейцарии, Японии, Украины и Новой Зеландии.

## Продукция
Военно-промышленная компания один из крупнейших мировых производителей колёсной бронетехники. ВПК производит широкий спектр боевых бронированных машин, в том числе:
- СБМ ВПК-233136 «Тигр», специальная бронированная машина[21]
- АМН 233114 «Тигр-М», автомобиль многоцелевого назначения[22]
- 233115 «Тигр-М СпН», автомобиль специального назначения[23]
- БМА «Тигр», бронированный медицинский автомобиль[24]
- СПМ-3 ВПК-3924 «Медведь», специальная полицейская машина[25]
- БТР-80, боевая колесная плавающая машина[26]
- БТР-80А, бронетранспортёр[27]
- БТР-80К, командирский бронетранспортёр[28]
- БТР-82А, бронетранспортёр[29][30]
- 59037, вездеходная плавающая машина[31]
- БРЭМ-К, бронированная ремонтно-эвакуационная машина[32]